# Dacia Sandero
Dacia Sandero (i Rusland, Iran, Sydamerika & Sydafrika Renault Sandero) er en minibil produceret i samarbejde med franske Renault og deres datterselskab Dacia i Rumænien. Produktionen af første generation, Sandero, begyndte i 2007 og nuværende model er anden generation. Sandero er bygget på undervognen af Dacia Logan.

## Sandero I (2008–2012)
Tekst mangler, hjælp os med at skrive teksten